# Яшино (Ленинградская область)
Яшино (до 1948 — Вахвиала, фин. Vahviala) — посёлок в Селезнёвском сельском поселении Выборгского района Ленинградской области.

## Название
Зимой 1948 года согласно постановлению общего собрания колхозников колхоза «Большевик» деревня Вахвиала получила новое наименование — деревня Яшино, с обоснованием: «В память Героя Советского Союза Яшина Г. Ф., погибшего на территории Выборгского района». Герой Советского Союза старшина Георгий Филиппович Яшин , 1908 года рождения, погибшим считался ошибочно. Умер в 1959 году.
Переименование было закреплено указом Президиума ВС РСФСР от 1 октября 1948 года.

## История
- Село Вахвиала на финской карте 1923 года

До 1939 года село Вахвиала входило в состав одноимённой волости Выборгской губернии Финляндской республики.
С 1 января 1940 года по 31 октября 1944 года — в составе Карело-Финской ССР.
С 1 июля 1941 года по 31 мая 1944 года — финская оккупация. 
С 1 ноября 1944 года в составе Вахвиальского сельсовета Выборгского района.
С 1 октября 1948 года учитывается административными данными как деревня Яшино в составе Яшинского сельсовета.
В 1958 году население деревни составляло 138 человек.
С 1 мая 1965 года в составе Кравцовского сельсовета.
Согласно административным данным 1966 года посёлок Яшино входил в состав Кравцовского сельсовета.
Согласно данным 1973 и 1990 годов посёлок Яшино входил в состав Селезнёвского сельсовета.
В 1997 году в посёлке Яшино Селезнёвской волости проживали 69 человек, в 2002 году — 89 человек (русские — 94 %).
В 2007 году в посёлке Яшино Селезнёвского СП проживали 78 человек, в 2010 году — 144 человека.

## География
Посёлок находится в западной части района на автодороге 41К-413 (Селезнёво — Лужайка).
Расстояние до административного центра поселения — 14 км. 
Расстояние до ближайшей железнодорожной станции Лужайка — 5 км.
Посёлок находится на правом берегу реки Бусловка. 

## Демография
| 2007 | 2010 | 2017 | 2021 |
| ---- | ---- | ---- | ---- |
| 78   | ↗144 | ↘124 | ↘93  |

## Фото
- Кирха 1920 года постройки. Сгорела в 1940-1941 годах

## Достопримечательности
Возле деревни по экотропе доступно туристическое место — Яшинская ГЭС, бывшая финская малая гидроэлектростанция на реке Бусловка.

## Улицы
Брусничный проезд, Бусловская, Весенняя, Еловый проезд, Лесная, Лиственная Аллея, Солнечная, Сосновая, Счастливый проезд, Ясный проезд, Яшинское шоссе.